# فوسفات الليثيوم
فوسفات الليثيوم عبارة عن مركب كيميائي له الصيغة Li3PO4 وهو عبارة عن مادة صلبة بيضاء عديمة اللون.

## الوفرة والتحضير
يوجد فوسفات الليثيوم طبيعياً بشكل نادر على هيئة معدن ليثيوفوسفاتيت.
بحضر فوسفات الليثيوم من إضافة ملح فوسفات ثنائي الصوديوم Na2HPO4 إلى محاليل أملاح الليثيوم وذلك في وسط قلوي من هيدروكسيد الصوديوم. عند التسخين يترسّب فوسفات الليثيوم على شكل راسب أبيض.
{\displaystyle \mathrm {3\,Li^{+}+HPO_{4}^{2-}+OH^{-}\rightarrow Li_{3}PO_{4}\downarrow +H_{2}O} }
يمكن أن يحضّر المركب أيضاً من المعلّق المائي لمركب كربونات الليثيوم مع حمض الفوسفوريك، ثم بإجراء عملية التسخين للغليان.

## الخواص
يتبلور فوسفات الليثيوم حسب النظام البلوري المعيني القائم، ويكون ثابت الشبكة البلورية كالتالي: a=6.12 Å، و Å b=10.53 و Å c=4.93، وتكون الزمرة الفراغية من النمط Pmnb. عند درجات حرارة مرتفعة فإن البنية البلورية يكون لها الزمرة الفراغية Pcmn.
يمكن لمركب فوسفات الليثيوم أن يوجد على صيغة نصف هيدرات على الصيغة Li3PO4·½H2O.

## الاستخدامات
- يستخدم فوسفات الليثيوم من أجل الكشف عن أملاح الليثيوم وذلك من خلال تفاعل ترسيب في وسط قلوي.
- يستعمل فوسفات الليثيوم في تحضير المينا المزجج وفي صناعة البوليميرات.
- يدخل المركب في تركيب بطارية فوسفات حديد ليثيوم.